# Afonso Cerqueira (Schiff)
Die Afonso Cerqueira, auch NRP Afonso Cerqueira (F488), war eine Korvette der Baptista-de-Andrade-Klasse der portugiesischen Marine. Sie wurde nach Afonso Cerqueira benannt, einem portugiesischen Admiral, der 1957 verstarb. Das Schiff wurde 2018 vor Madeira gezielt versenkt.

## Aufgaben
Das Schiff wurde als leichtes Geleitschiff im Hochseeeinsatz konzipiert und später umgebaut, zur Sicherung des Seegebiets und der Interessen und Autorität Portugals auf See. Sie führte Such- und Rettungsmissionen im großen Seegebiet durch, ebenso Streifenfahrten und die Überwachung nationalen Rechts, zum Beispiel zum Schutz und Inspektion von Fischereischiffen und maritimer Ressourcen.

## Geschichte

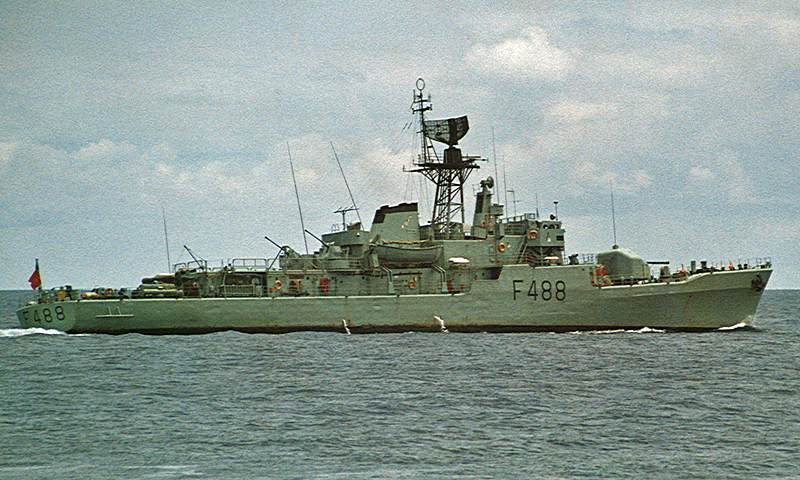
Die Afonso Cerqueira (1987)

Die Afonso Cerqueira wurde auf der spanischen Werft Bazan in Cartagena gebaut. Der Stapellauf fand am 6. Oktober 1973 statt und am 28. Juni 1975 wurde das Schiff in Dienst gestellt, in einer Zeit, in der die letzten portugiesischen Kolonien in die Unabhängigkeit entlassen wurden. Im Jahr zuvor hatte die Nelkenrevolution die Diktatur hinweggefegt. In der Nacht zum 27. August 1975 verließ Mário Lemos Pires, der letzte Gouverneur der Kolonie Portugiesisch-Timor und seine Administration die Kolonialhauptstadt Dili und evakuierte vor den Kämpfen des ausgebrochenen Bürgerkrieges auf die der Stadt vorgelagerte Insel Atauro. Im Oktober kam die Afonso Cerqueira als erste Unterstützung für Pires nach Atauro. Am 8. Dezember 1975, einen Tag nach dem Beginn der offenen Invasion in die Kolonie durch Indonesien und der Besetzung von Dili, verließ Pires Atauro in Richtung Portugal, mit Hilfe der Afonso Cerqueira und ihrem Schwesterschiff João Roby. Damit endete die portugiesische Herrschaft auf Timor.
Als erstes portugiesisches Kriegsschiff nach dem Zweiten Weltkrieg fuhr die Afonso Cerqueira einmal um die Welt. In Horta auf der Azoreninsel Faial geriet das Schiff 1998 in Brand.
Am 11. März 2015 wurde die Afonso Cerqueira außer Dienst gestellt. Sie wurde am 4. September 2018 am Cabo Girão vor Madeira versenkt und dient dort nun als künstliches Riff, um die Artenvielfalt im Meer zu vergrößern. Das Wrack liegt 400 Meter vor der Küste in 30 Meter Tiefe.

## Technische Beschreibung

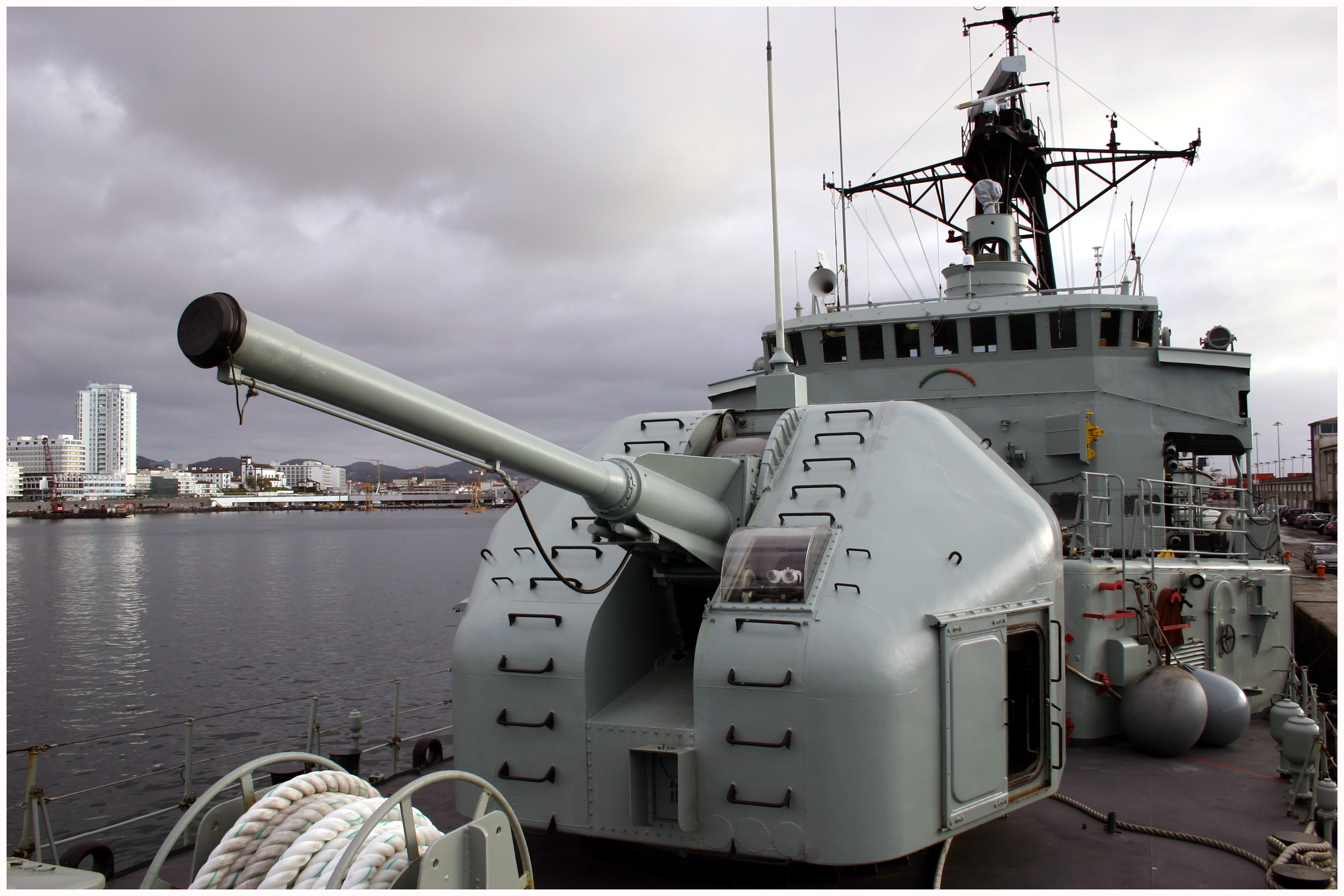
Das 100-mm-Geschütz

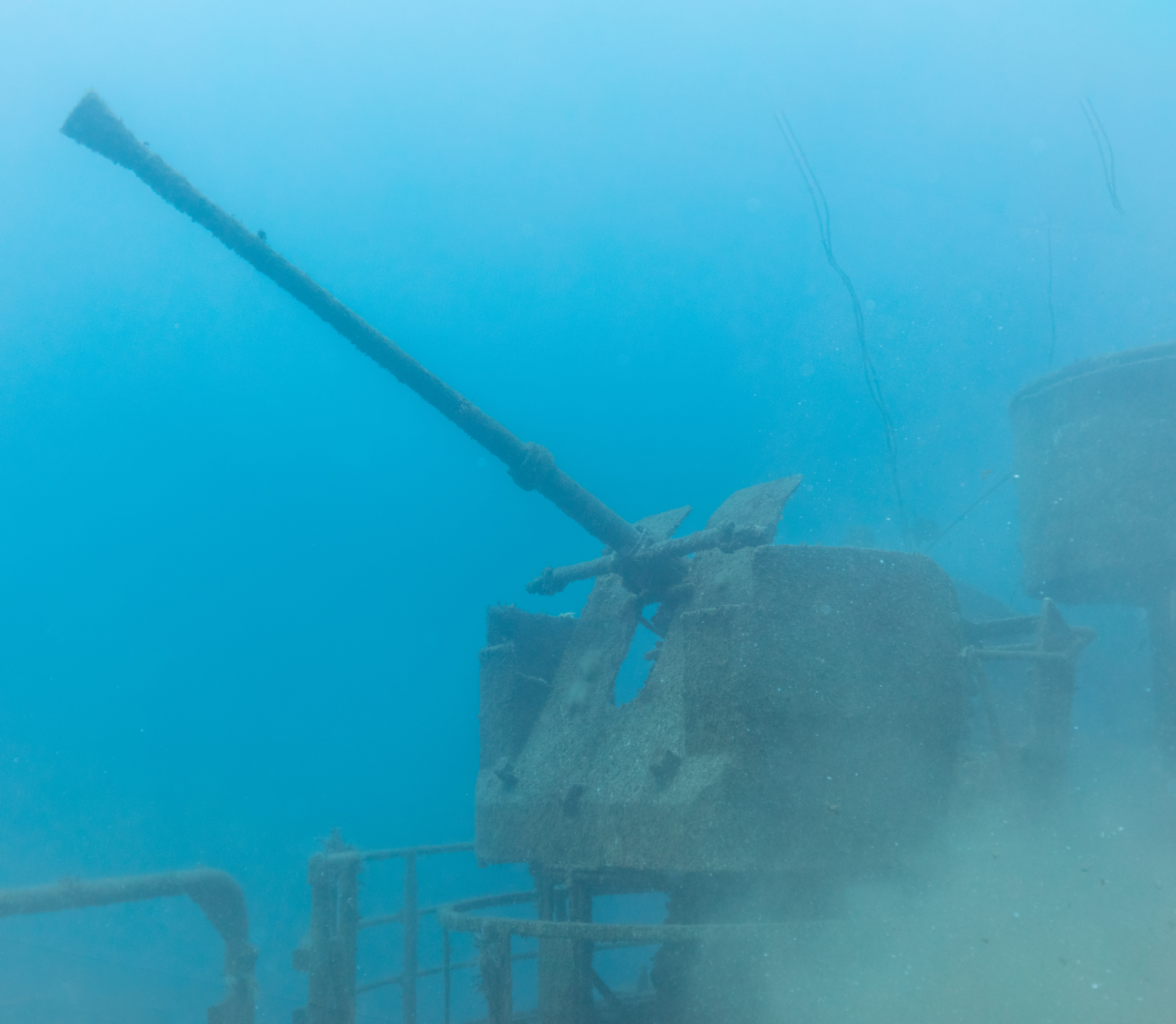
Blick vom Schiff nach der Versenkung in 2018

Die Korvette war 85 Meter lang, 10,3 Meter breit und hatte einen Tiefgang von 3,3 Metern. Sie hatte eine Verdrängung von 1380 t und erreichte eine maximale Geschwindigkeit von 23 Knoten. 71 Mann (inklusive sieben Offiziere und 14 Unteroffiziere) bildeten die Besatzung. Die Afonso Cerqueira verfügte über ein 100-mm-Schnellfeuergeschütz vom Typ Creusot-Loire und zwei 40-mm-Geschütze Bofors L/70. Zur Ausrüstung gehörte ein Radar KH5000 Nucleu und ein Radar Racal Decca RM 316P.